# Kleggie Hermsen
Clarence Henry Hermsen foi um jogador de basquete norte-americano que foi campeão da Temporada da NBA de 1947-48 jogando pelo Baltimore Bullets.